# Dedê
 "Dede" omdirigeres hertil. For anden betydning, se Dede (Alevisme).
Leonardo de Deus Santos (normalt bare kendt som Dedê) (født 18. april 1978 i Belo Horizonte, Brasilien) er en brasiliansk tidligere fodboldspiller (wingback). I løbet af sin karriere repræsenterede han Atlético Mineiro i hjemlandet samt Borussia Dortmund i Tyskland i hele 13 år. Han er storebror til Cacá, en anden brasiliansk fodboldspiller, der blandt andet har spillet i Danmark for AaB og OB.
Dedê hjalp i 2002 Dortmund til det tyske mesterskab.

## Landshold
Dedê spillede i sin tid som landsholdsspiller (2004) at spille en enkelt kamp for Brasiliens landshold, som faldt i april 2004 i en venskabskamp mod Ungarn.

## Titler
Bundesligaen
- 2002 med Borussia Dortmund